# Samuel Heinrich Schwabe
Samuel Heinrich Schwabe, nemški astronom in botanik, * 25. oktober 1789, Dessau, Nemčija, † 11. april 1875, Dessau.
Schwabe je najbolj znan po preučevanju Sončevih peg.
Kraljeva astronomska družba mu je leta 1857 podelila Zlato medaljo.